# Кінгстон (Огайо)
Кінгстон (англ. Kingston) — селище (англ. village) в США, в окрузі Росс штату Огайо. Населення — 1262 особи (2020).

## Географія
Кінгстон розташований за координатами 39°28′20″ пн. ш. 82°54′43″ зх. д. / 39.47222° пн. ш. 82.91194° зх. д. (39.472278, -82.912009).  За даними Бюро перепису населення США в 2010 році селище мало площу 0,96 км², уся площа — суходіл.

## Демографія
Згідно з переписом 2010 року, у селищі мешкали 1032 особи в 458 домогосподарствах у складі 299 родин. Густота населення становила 1080 осіб/км².  Було 503 помешкання (527/км²).
Расовий склад населення:
| - 98,8 % — білих - 0,6 % — чорних або афроамериканців |

До двох чи більше рас належало 0,4 %. Частка іспаномовних становила 1,5 % від усіх жителів.
За віковим діапазоном населення розподілялося таким чином: 22,3 % — особи молодші 18 років, 60,3 % — особи у віці 18—64 років, 17,4 % — особи у віці 65 років та старші. Медіана віку мешканця становила 40,2 року. На 100 осіб жіночої статі у селищі припадало 93,6 чоловіків;  на 100 жінок у віці від 18 років та старших — 91,0 чоловіків також старших 18 років.
Середній дохід на одне домашнє господарство  становив 50 584 долари США (медіана — 45 870), а середній дохід на одну сім'ю — 58 326 доларів (медіана — 50 625). Медіана доходів становила 50 093 долари для чоловіків та 39 643 долари для жінок. За межею бідності перебувало 19,1 % осіб, у тому числі 20,9 % дітей у віці до 18 років та 6,1 % осіб у віці 65 років та старших.
Цивільне працевлаштоване населення становило 483 особи. Основні галузі зайнятості: освіта, охорона здоров'я та соціальна допомога — 24,8 %, виробництво — 17,2 %, роздрібна торгівля — 10,6 %, публічна адміністрація — 9,9 %.